# 韓國國民健康保險
國民健康保險，英語簡稱NHIS，是大韓民國的公辦健康保險制度。該保險分為職場參保人和地區參保人類別。所有在韓國定居的韓國人及在韓國居住至少六個月或以上的外國人皆有加入國民健康保險（其中一個類別）的義務。若該等人士能夠證明已經獲得受僱企業的健康保險或外國健康保險的保障，才可獲豁免。但是，該豁免僅限於職場參保人類別。

## 外部連結
- 韓國國民健康保險官方網站 （页面存档备份，存于）